# Kukiz'15
Kukiz'15 (K'15) är ett högerpopulistiskt polskt parti under ledning av rockmusikern Paweł Kukiz. Partiet har beskrivits som en ansamling av euroskeptiker, libertarianer och förespråkare för ett reformerat valsystem. Kärnfrågor för partiet är motstånd mot invandring och krav på konstitutionell reform.